# Det finns inget finare än kärleken
"Det finns inget finare än kärleken" är en sång av Tomas Ledin från 1983. Den släpptes som singel mellan albumen Captured (1983)  och En galen kväll (1985), dock innan den andra singeln från Captured, Don't Touch That Dial. Den inkluderades senare som bonuslåt på CD-utgåvan av albumet Gränslös (1992).
"Det finns inget finare än kärleken" spelades in i Polar Studios, precis som b-sidan "Vi är på gång", med Ledin som producent. Singeln gavs ut i formatet 7"-vinyl. B-sidan var tidigare outgiven.
Låten finns även med på livealbumet En galen kväll (1985), Ett samlingsalbum (1990), nämnda nyutgåva av Gränslös (1992), Sånger att älska till: 1972–1997 (1997) och samlingsalbumet Festen har börjat (2001). Den har också spelats in på skiva av dansbandet Contrazt på albumet Vol 2 (1991).
2010 gjordes en radiodokumentär med titeln Det finns inget finare än kärleken som handlade om Ledins liv. Dokumentären producerades av Karin Forsmark och Rickard Nerbe och sändes i Sveriges Radio samma år.

## Låtlista
1. "Det finns inget finare än kärleken" – 4:00
2. "Vi är på gång" – 3:48

## Listplaceringar
| Lista (1983) | Topplacering |
| ------------ | ------------ |
| Sverige      | 20           |

### Fotnoter
1. 1 2 3  ”Tomas Ledin”. Svensk mediedatabas. Arkiverad från originalet den 25 juli 2014. https://web.archive.org/web/20140725173941/http://smdb.kb.se/catalog/search?q=Tomas+Ledin&x=0&y=0. Läst 16 januari 2013.
2. ↑  ”Det finns inget finare än kärleken”. Sveriges Radio. http://sverigesradio.se/sida/artikel.aspx?programid=2938&artikel=3691315. Läst 16 januari 2013.
3. ↑  Placeringar på den svenska singellistan